# スキップジャック (暗号)
スキップジャック（英語: skipjack）は、アメリカ国家安全保障局(NSA)によって開発されたブロック暗号である。クリッパーチップでの使用を意図しており、当初は国家機密に分類されていた。その後、アルゴリズムは機密解除された。

## 歴史
米国政府が後援するキーエスクロー方式の暗号アルゴリズムとしてスキップジャックが提案され、その暗号は改竄防止ハードウェアに実装されたクリッパーチップ用に提供された。スキップジャックは暗号化にのみ使用される。キーエスクローは、法執行アクセスフィールド(LEAF)として知られる別のメカニズムの使用によって実現される。
このアルゴリズムは当初は国家機密に指定されており、そのため多くの人がこのアルゴリズムにかなりの疑いを懐いていた。1998年6月24日に機密解除された。それは、その基本的な設計原則が公衆暗号学のコミュニティによって独立して発見された直後だった。
このアルゴリズムの一般的な信頼性を保証するために、アルゴリズムを評価するために政府外の学術研究者が呼び出された(Brickell et al., 1993)。 研究者は、アルゴリズム自体または評価プロセスのいずれにも問題がないことを見出した。さらに、彼らの報告書はスキップジャックの（機密指定された）歴史と開発についていくつかの洞察を与えた。
[スキップジャック]は、1980年にNSAスイートType Iアルゴリズムの一部として開発された暗号化アルゴリズムファミリーの代表である... スキップジャックは、40年以上前のビルディングブロックとテクニックを使用して設計された。 技術の多くは、組合せ数学や抽象代数学の世界で最も熟達した有名な専門家の評価を受けた作業に関連している。スキップジャックに含まれる具体的な構造は、長い評価履歴を持ち、1987年に正式なプロセスが始まる前に、これらの構造の暗号特性は多くの先行研究が盛んに行われていた。
2016年3月、 アメリカ国立標準技術研究所(NIST)は、米国政府での使用にスキップジャックを認定しない暗号規格の草案を発表した

## 説明
スキップジャックは、 80ビットの鍵を使用して64ビットのデータブロックを暗号化または復号する。これは、32ラウンドの不均衡なファイステルネットワークである。これは固定電話機で使用するように設計されている。

## 暗号解読
エリ・ビハムとアディ・シャミアは、不能差分解読法を用いて、機密解除から1日以内に32ラウンド中16ラウンドに対して攻撃を発見し、（アレックス・ビリュコフと共に）これを32ラウンド中31ラウンドに拡張した（ただし、攻撃は徹底的な検索よりわずかに速い）。
切詰差分解読法でも、スキップジャック暗号の28ラウンドまでと発表された。
完全な暗号に対する主張された攻撃は2002年に発表されたが、攻撃者の共同作者としての最近の論文は、完全な32ラウンドの暗号に対する攻撃がこれまでに知られていないことを明確にしている。